# Thealit Frauen.Kultur.Labor.

Logo des Projekts thealit

Das Projekt thealit Frauen.Kultur.Labor. entstand 1990/1991 aus dem ehemaligen Frauenkulturhaus Bremen (gegründet 1982) mit der Zielsetzung, feministische Positionen erkenntnistheoretisch und praktisch in die kulturelle Diskussion einzubringen.
Das thealit Frauen.Kultur.Labor. konzipiert seit seiner Gründung internationale Ausstellungen und Symposien, die für Interaktionen zwischen künstlerischer und wissenschaftlicher Reflexion geeignete Bedingungen schaffen. Dadurch wurde ein internationales Netzwerk von über 200 Künstlerinnen und Wissenschaftlerinnen geschaffen, welches eine kritische Erforschung und experimentelle Veränderung der jeweiligen Praxen ermöglicht. Die internationalen Laboratorien werden in jeweils wechselnden Konstellationen von verschiedenen Kuratorinnen (u. a. Ulrike Bergermann, Claudia Reiche, Helene von Oldenburg und Andrea Sick) verantwortet. Das thealit hat mehrere europaweite Projekte realisiert und außergewöhnliche Settings und Konzepte in zum Beispiel leerstehenden Kaufhäusern umgesetzt.
Kooperationspartner waren u. a. Bildwechsel Hamburg, City Art Gallery Sofia, Estonian Academy of Arts Tallinn/E-Media Centre, Gesellschaft für Aktuelle Kunst Bremen, Heinrich-Böll-Stiftung, Kronika Centre for Contemporary Art Bytom, Kunsthochschule für Medien Köln, Kunstihoone Tallinn Art Hall, Onlineplattform Nach dem Film, The Thing Hamburg, Universität Sofia/Fachbereich Philosophie, Constant Association for Art and Media-Brussels, Kino46, Neues Museum Weserburg Bremen, Schwankhalle.
Gefördert wurde das thealit vom Bundesministerium für Familie, Senioren, Frauen und Jugend, ifa Institut für Auslandsbeziehungen e. V., Fonds Soziokultur, Kulturstiftung des Bundes, Europäische Kommission/Kultur 2000. Institutionell wird thealit durch den Senator für Kultur Bremen gefördert.

## Konzept
Die wichtigsten Untersuchungs- und Experimentierfelder in thealits Programmen sind Medienkunst und Medientheorie, mit Blick auf die gesellschaftlichen Umstrukturierungen, die aktuell mit den digitalen Medienanwendungen und ihrer Kontrolle einhergehen.
Anliegen von thealit ist es, die Zusammenarbeit von Künstlerinnen und Wissenschaftlerinnen verschiedener Disziplinen zu fördern und in internationale Debatten um Grenzbestimmungen zwischen Kunst, Wissenschaft, Technik und deren Organisationsformen einzugreifen: mit Vorschlägen zu wissenschaftlichen und künstlerischen Verfahren, ihren Darstellungs- und Erkenntnismöglichkeiten.

## Projekte
- 2024/2025 Re Capitulating. queer (Art Residencies + Intermissions: Ausstellungen, Workshops, Vorträge, Performances)
- 2023/2024 The Art of Emergency. Part 2 (Art Residencies + Intermissions: Ausstellungen, Workshops, Vorträge, Performances)
- 2022/2023 The Art of Emergency (Art Residencies + Intermissions: Ausstellungen, Workshops, Vorträge, Performances)
- 2021/2022 COAPPARATION Part 3  (Atelierstipendien mit Studiovisits, Onlineveranstaltungen, Fensterausstellungen, Live Publikationen -Website und Social Media, Interviews, Vorträge, Workshops)
- 2020/2021 COAPPARATION Part 2  (Atelierstipendien mit Studiovisits, Onlineveranstaltungen, Fensterausstellungen, Live Publikationen -Website und Social Media, Interviews, Lesungen)
- 2019/2020 COAPPARATION Teil 1  (Performances, Ausstellungen, Workshops, Experimente, Filme, Shop, Vorträge)
- 2018/2019 Debate! Performing Antagonisms. Part 2  EN/DE (Experimente, Performances, Ausstellungen, Workshops, Debatten, Vorträge)
- 2016/2017 DEBATTERIE! Antagonismen aufführen. Teil 1 / DEBATE! Performing antagonisms. Part 1 (Experimente, Performances, Festival, Radio, Vorträgen, Debatten)
- 2014/2015 Ordnung // Struktur (Radiovorträge, Ausstellung, Flashmob, Videomapping, Performances, Aktionen)
- 2013 Schutzraum Politik, Ästhetik und Medien (Konferenz, Ausstellung, Aktionen)
- 2011/2012 quite queer (Vorträge, Gespräche, Performances, Videos, Installationen)
- 2010/2011 Was ist Verrat? (Forschungsprojekte, Ausstellung, Symposium, Aktionen)
- 2009 Streik Academy (Aktionen, Ausstellung, Academy)
- 2008 Prototypisieren. Eine Messe für Theorie und Kunst (Messe, Konferenz)
- 2006/2007 do not exist: europe, woman, digital medium (Ausstellungen, Konferenzen)
- 2004/2005 Überdreht; Spindoctoring, Politik, Medien (Filmworkshop, Ausstellungen, Konferenz)
- 2004 Virtual Minds (Ausstellung, Onlineplattform, Konferenz)
- 2003 Eingreifen; Viren, Modelle, Tricks (Ausstellungen, Konferenz)
- 2001 Cyberfeminism. mode=message (Ausstellung, Konferenzen)
- 2000/2002 Hand; Medium, Körper, Technik (Ausstellung, Konferenz)
- 1999 Serialität: Reihen und Netze (Ausstellung, Konferenz)
- 1998 Tischsitten (Kochaktionen, Vorträge, Performances)
- 1997 Künstliches Leben; Mediengeschichten (Performances, Präsentationen, Filmen, Symposium, Diskussionen)
- 1996 Fernerkundung (Aufzeichnungen und Entwürfe von Reise: Ausstellungen, Filmen, Symposium)
- 1995 Ausdruckstechniken (Organisation des Innen: Ausstellung, Filmen, Symposium)
- 1994 Maschinen; Künstliche Führungen zu Buch und Schrift (Lesungen, Vorträgen, Aktionen, Ausstellungen)
- 1993 Konzept Art von Frauen; Künstliche Führungen (Vorträgen, Führungen, Filmen, Aktionen, Ausstellungen)

## Publikationen
Schriftenreihe "labor:theorie"
- Christine Hanke: Texte – Zahlen – Bilder: Realitätseffekte und Spektakel. thealit Frauen.Kultur.Labor, Bremen 2010, ISBN 978-3-930924-17-2
- Helene von Oldenburg: Netze. Ein Leitfaden zum Bestimmen;, thealit Frauen.Kultur.Labor, Bremen 2008, ISBN 978-3-930924-09-7
- Ulrike Bergermann: medien//wissenschaft. Texte zu Geräten, Geschlecht, Geld. thealit Frauen.Kultur.Labor, Bremen 2006, ISBN 3-930924-08-0
- Andrea Sick: Orientierungen. Zwischen Medien, Technik und Diskursen. thealit Frauen.Kultur.Labor, Bremen 2006, ISBN 3-930924-07-2
- Claudia Reiche: Digitaler Feminismus. thealit Frauen.Kultur.Labor, Bremen 2006, ISBN 3-930924-06-4

Schriftenreihe "queer lab"
- Claudia Reiche, HIJRA FANTASTIK, Bremen 2018, ISBN 978-3-930924-25-7
- Brigitte Helbling: Queer Story. thealit Frauen.Kultur.Labor., Bremen 2013, ISBN 978-3-930924-21-9
- Anja Kümmel: Träume Digitaler Schläfer. thealit Frauen.Kultur.Labor., Bremen 2012, ISBN 978-3-930924-20-2
- Jana Katz, Martina Kock, Sandra Ortmann, Jana Schenk, Tomka Weiss: Sissy Boyz. Queer Performance, thealit Frauen.Kultur.Labor., Bremen 2011, ISBN 978-3-930924-19-6
- Helene von Oldenburg/Claudia Reiche: Gründe gab es genug / causalities, thealit Frauen.Kultur.Labor., Bremen 2011, ISBN 978-3-930924-18-9
- Therese Roth: Nervenkostüme und andere Unruhen. thealit Frauen.Kultur.Labor., Bremen 2010, ISBN 978-3-930924-15-8

Dokumentationen (Auswahl)
- COAPPARATION I, II, III. thealit Frauen.Kultur.Labor., Bremen 2022, Claudia Reiche, Andrea Sick (Hg.), ISBN 978-3-930924-24-0, doi:10.26017/TDAT00-THEALIT01
- DEBATTERIE! Antagonismen aufführen. thealit Frauen.Kultur.Labor., Bremen 2018, Claudia Reiche, Andrea Sick (Hg.), ISBN 978-3-930924-23-3
- quite queer. thealit Frauen.Kultur.Labor., Bremen 2014, Claudia Reiche (Hg.) ISBN 978-3-930924-22-6
- Was ist Verrat?. thealit Frauen.Kultur.Labor., Bremen 2012, Claudia Reiche, Andrea Sick (Hrsg.) ISBN 978-3-930924-16-5
- Prototypisieren. Eine Messe für Theorie und Kunst. thealit Frauen.Kultur.Labor., Bremen 2009. Susanne Bauer, Ulrike Bergermann, Christine Hanke, Helene von Oldenburg, Claudia Reiche, Andrea Sick (Hrsg.) ISBN 978-3-930924-14-1
- do not exist: europe, woman, digital medium. thealit Frauen.Kultur.Labor., Bremen 2008, Claudia Reiche, Andrea Sick (Hrsg.) ISBN 978-3-930924-13-4
- Überdreht. Spin doctoring, Politik, Medien. thealit Frauen.Kultur.Labor., Bremen 2006, Ulrike Bergermann, Christine Hanke, Andrea Sick (Hrsg.) ISBN 3-930924-11-0
- Virtual Minds. Congress of Fictitious Figures. thealit Frauen.Kultur.Labor., Bremen 2004, Helene von Oldenburg, Andrea Sick (Hrsg.) ISBN 3-930924-05-6
- Eingreifen. Viren, Modelle, Tricks. thealit Frauen.Kultur.Labor., Bremen 2003, Andrea Sick, Ulrike Bergermann, Elke Bippus, Marion Herz, Helene von Oldenburg, Claudia Reiche, Jutta Weber (Hrsg.) ISBN 3-930924-04-8
- Technics of Cyber ‹ › Feminism. ‹mode=message›. thealit Frauen.Kultur.Labor., Bremen 2002. Claudia Reiche, Andrea Sick (Hrsg.) ISBN 3-930924-03-X
- Hand. Medium – Körper – Technik. thealit Frauen.Kultur.Labor., Bremen, 2001. Ulrike Bergermann, Andrea Klier, Andrea Sick (Hrsg.) ISBN 978-3-930924-02-8
- Serialität. Reihen und Netze. -CDROM, thealit Frauen.Kultur.Labor., Bremen 2000, ISBN 978-3-930924-01-1
- Überschriften. Aus Bildern und Büchern. thealit Frauen.Kultur.Labor., Bremen 1994, ISBN 978-3-930924-00-4